# 約翰·普羅富莫
約翰·鄧尼斯·普羅富莫，CBE（John Dennis Profumo，1915年1月30日—2006年3月9日），別名為傑克·普羅富莫，是英國保守黨政治家，也是1963年普羅富莫事件的中心人物，該事件對當時首相哈羅德·麥美倫的保守黨政府構成很大打擊，更導致了保守黨政府在一年後垮台。普羅富莫晚年熱心於在倫敦的一所慈善團體，湯恩比服務所（Toynbee Hall）中當義工，並憑他個人的政治技巧和人脈關係，為該慈善團體籌得大筆善款。在1975年，他獲由OBE（軍事）晉升為CBE，以誌其公益貢獻。
他的妻子是女演員瓦萊麗·霍布森。

## 生平

### 早年生涯
普羅富莫的父親名叫艾伯特·普羅富莫（Albert Profumo），是一位有名的意大利裔訟務律師，並有第四代普羅富莫男爵的頭銜（此貴族爵位由薩丁尼亞王國所設）。當普羅富莫的父親在1940年去世時，他亦繼承了爵位，但卻沒有使用該頭銜。普羅富莫早年就讀哈羅公學，後來在牛津大學佈雷齊諾斯學院取得農業及政治經濟學學士學位。在1939年，他加入了英國陸軍（北安普敦郡義勇騎兵隊），並曾被派往北非服役，後來又在D日登陸諾曼第，並在法國參與激烈的戰事。普羅富莫官至陸軍准將，在二戰末期又在意大利配至哈羅德·亞歷山大元帥麾下，協助他指揮英美第十五集團軍，並因此獲得了OBE（軍事）勳銜。

### 政治生涯
在1940年3月，雖然普羅富莫仍在軍中服役，他仍成功透過北安普敦郡克德林（Kettering）選區的補選，以保守黨黨員的身份晉身下議院。不久以後，英國皇家海軍在挪威的納爾維克（Narvik）被納粹德國擊敗，普羅富莫隨即在下院投票反對張伯倫政府。在當時，他是下議院最年輕的議員，而他在2006年去世前，他也是最後一位在世的1940年下議院議員。
在1945年大選中，普羅富莫被工黨候選人狄克·密契森（Dick Mitchison）擊敗，失去了他在克德林的議席。結果在1945年尾，他以參謀長的身份隨外交使節團出訪日本。在1950年，普羅富莫從軍隊退役，並在1950年大選中出選瓦立克郡阿文河畔斯特拉福（Stratford-on-Avon）選區，由於該區一向是保守黨的據點，因此普羅富莫亦順利當選，重回下議院。
普羅富莫是位外表俊朗，善於辭令和人際廣的政客，而且戰時的貢獻卓越，所以受到了保守黨的高度重視。當保守黨在1951年重新執政後，他先在1952年11月獲聘任為民航部國會私人秘書，在1953年11月改任交通部及民航部聯合國會私人秘書。後分別在1957年1月和1958年11月出任國會殖民地次官和外務次官。在1959年1月，他又出任了外交事務部長。在1954年，他與女演員瓦萊麗·霍布森結婚。
在1960年7月，普羅富莫以陸軍大臣（Secretary of State for War）的身份晉身內閣，並獲委任為樞密院顧問官。

#### 普羅富莫事件
在1961年1月，阿斯特子爵（Viscount Astor）在其宅第克萊芙頓（Cliveden）舉行派對。普羅富莫在派對中認識了一名叫克莉絲汀·基勒（Christine Keeler）的應召女郎，他們此後更發展了一段短暫的關係。雖然，兩人的關係只維持了數星期，便被普羅富莫所中止，但有關他們緋聞的謠言卻開始傳開。
而令人驚訝的是，原來基勒更曾同時與倫敦蘇聯駐英國大使館高級海軍武官葉夫根尼·米哈伊洛維奇·伊凡諾夫上校有染。事件後來被傳媒查出，遂使「普羅富莫事件」立即一躍成為關係到國家安全的事，事件亦隨之在公眾曝光。以下就是事件的經過：
在1962年12月，倫敦發生了一宗槍擊案，由於基勒牽涉其中，以致開始有傳媒調查她的底蘊，並查出基勒與普羅富莫和伊凡諾夫都曾有過不尋常的關係。不過，英國傳統以來，社會大眾對政治家的私生活都會表示專重，予以保密，因此傳媒最初都不作報導。但到了1963年3月，事件最終曝光，當時工黨下院議員喬治·威格（George Wigg）在下院聲稱，基於國家安全的立場，普羅富莫有必要向下院交代他與基勒的關係，以澄清謠聞。普羅富莫後來則發表私人聲明，指出雖然他認識基勒，但卻否認與基勒有任何「不合適」的關係。
儘管普羅富莫以私人聲明辟謠，但報章有關基勒的故事和報導卻仍不絕於耳，而時任首相的麥美倫也開始感覺到自己責無旁貸。所以在1963年6月5日，普羅富莫被迫承認他曾向下議院說謊，而這對英國政治來講，是件不可赦免的「死罪」。結果，普羅富莫被迫辭去陸軍大臣、下議院議員和樞密院顧問官的所有職務。另外，在向公眾透露事件前，普羅富莫先向妻子承認自己曾有婚外情，並得到了妻子的原諒和支持。
雖然沒有跡象顯示，普羅富莫與基勒的關係對國家安全構成威脅。但醜聞仍然對保守黨政府造成很大的打擊，更促使保守黨在1964年大選中敗於工黨。
普羅富莫在「普羅富莫事件」後完全保持低調，甚少出席任何公眾場合。即使有關事件在1989年改編成電影《醜聞》，基勒又發行了自己的回憶錄，並一度重新引起公眾的注意，但他仍沒有作任何回應。

### 晚年
辭職後不久，普羅富莫最初在倫敦東區的慈善機構湯恩比服務所義務清潔廁所，不久以後，他「被勸服放下拖把，騰出雙手經營服務所」。結果他便花了畢生的精力在那裡當義工，並憑自己的政治技巧和人脈關係，成功為該慈善團體籌得大筆善款，成為最主要籌款人。由於他可從繼承的遺產維持生活，所以他一直對服務所不收分毫。至於普羅富莫的妻子一直至1998年去世以前，也和丈夫一同投身慈善工作。普羅富莫的貢獻，成功挽回了自己的聲譽，而不少評論員亦對他改觀，朗福德勳爵就評論到，他感覺「對普羅富莫敬仰的程度，比一生中認識的所有人都要高」。
在1975年，普羅富莫獲邀到白金漢宮，由英女皇伊莉莎伯二世頒贈CBE勳銜，標誌著皇室對他的重新認同。後來在1995年，前英國首相戴卓爾夫人邀請了普羅富莫出席她的70大壽晚宴，並安排他坐在女皇旁邊。普羅富莫在辭職後甚少出席公開場合，而晚年亦要依靠輪椅行動。他最後一次露面是在2005年11月8日，出席了希思爵士的悼念儀式。

#### 逝世
在2006年3月7日，普羅富莫因嚴重中風而被送到切爾西及西敏醫院（Chelsea and Westminster Hospital），並於兩日後在家人陪伴下離世。他死後，主要的時事評論員都讚揚普羅富莫對公益事務的貢獻，而鮮有人重新抨擊在1963年發生的醜聞。

## 外部連結
- 《每日電訊報》悼文 （页面存档备份，存于）
- 《泰晤士報》悼文 Archive.today的存檔，存档日期2007-02-13
- 《衛報》：普羅富莫事件 （页面存档备份，存于）
- 斯巴達克斯網的資料
- BBC有關普羅富莫逝世的報導 （页面存档备份，存于）
- 《每日電訊報》：摘自《Bringing the House Down》一文，該文章由普羅富莫的兒子大衛所寫 （页面存档备份，存于）

| 官衔                       | 官衔                   | 官衔                      |
| -------------------------- | ---------------------- | ------------------------- |
| 前任者： 馬爾科姆·麥克米倫 | 下院之嬰 1940年–1941年 | 繼任者： 喬治·查爾斯·格雷 |
| 前任者： 喬治·查爾斯·格雷  | 下院之嬰 1944年–1945年 | 繼任者： 歐尼斯特·米林頓  |
| 前任者： 克里斯多夫·索梅斯 | 陸軍大臣 1960年–1963年 | 繼任者： 約瑟·戈德伯      |

| 前任者： 艾伯特·普羅富莫 | 普羅富莫男爵 1940年–2006年 | 繼任者： 大衛·普羅富莫 |

1. ↑   （页面存档备份，存于）